# USS Henshaw (DD-278)
Za druga plovila z istim imenom glejte USS Henshaw.
USS Henshaw (DD-278) je bil rušilec razreda Clemson v sestavi Vojne mornarice Združenih držav Amerike.
Rušilec je bil poimenovan po politiku Davidu Henshawu.